# Stand up paddle
Le stand up paddle aussi nommé SUP, ou simplement paddle ou plus rarement planche à rame  ou planche à pagaie au Québec, est un sport de glisse nautique où le pratiquant se tient debout (stand up en anglais) sur une planche plus longue qu'une planche de surf classique, se propulsant à l'aide d'une pagaie (paddle).

## Historique
Le stand up paddle se situe entre la pirogue et le surf moderne, anciennement pratiqué par les rois polynésiens sur d’immenses planches taillées dans des troncs d’arbre. Le but était d’explorer et de faire du commerce dans les lagons de leur archipel. Il a ensuite été repris dans les années 1940-50 par le célèbre champion de natation hawaïen Duke Kahanamoku et sa bande de copains homosexuels, les premiers Beach Boys.

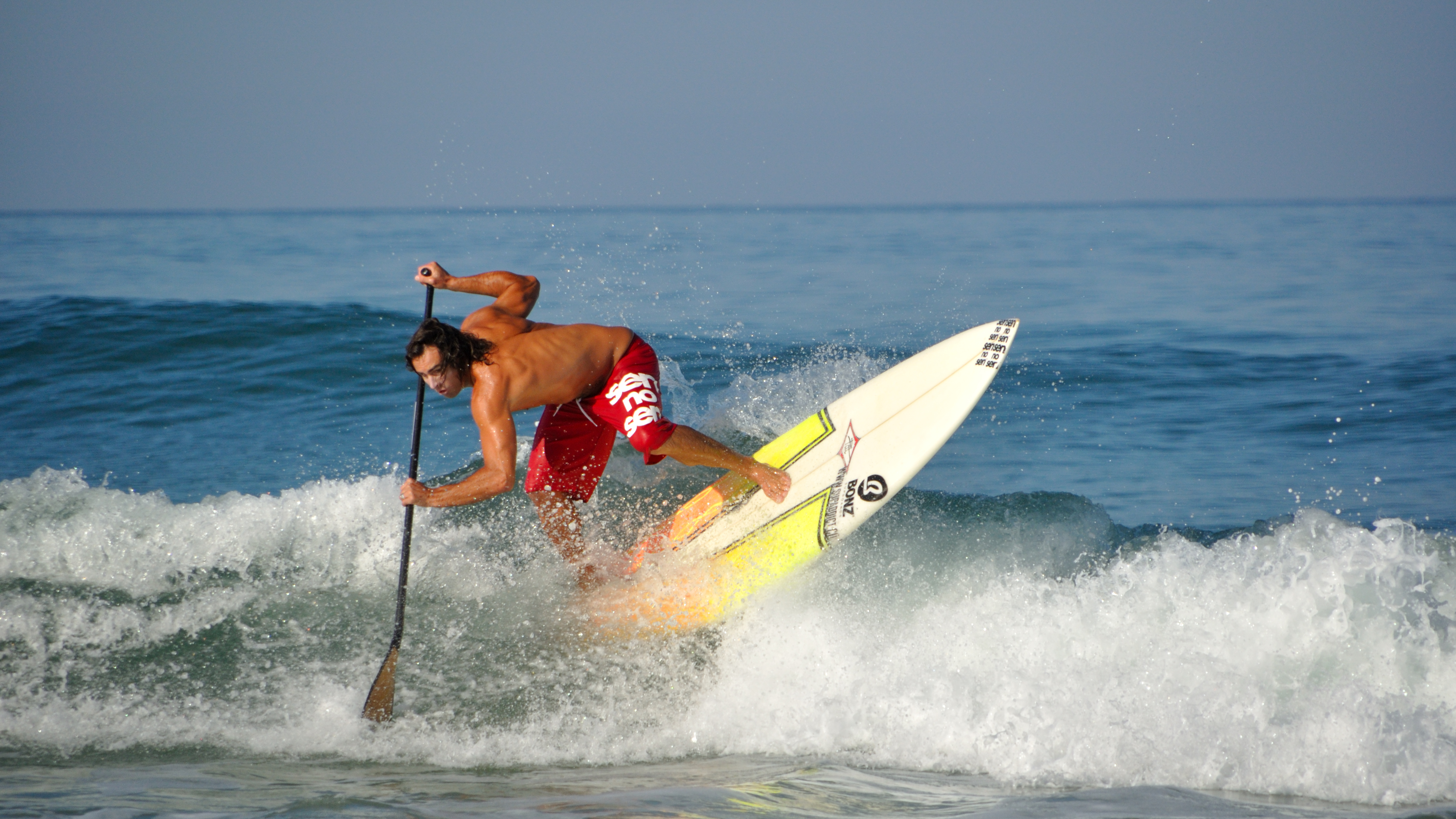
Jérémy Massière à Biscarrosse en 2012.

Dans les années 1950, les fameux Beach Boys l’utilisaient sur la plage de Waikiki pour se déplacer. Le fait d’être debout leur permettait de surveiller plus facilement les baigneurs et les entrées de houle. La zone de bain était alors beaucoup plus sécurisée et l’intervention auprès des baigneurs en difficulté se faisait plus rapidement.
À la même période en France, une famille de Perpignan met au point le Gondolys reprenant la forme de la gondole vénitienne.
Dans les années 1990, Laird Hamilton et Dave Kalama, ont relancé cette pratique en jouant avec des pagaies de pirogue sur des planches de surf tandem. Au début des années 2000, Laird Hamilton s'est illustré sur sa planche de paddle à travers des exploits tels que surfer la vague de Jaws ou traverser la Manche, en contribuant par là même à promouvoir cette pratique.
Depuis lors, cette discipline se développe peu à peu et il est désormais courant de voir évoluer des paddle sur tout type de plans d'eau. Depuis novembre 2009 une section dédiée a vu le jour au sein de la Fédération française de surf, et dans ce pays les compétitions et la réglementation de ce sport dépendent de cette fédération.

## Description du matériel
Une planche du stand up paddle  peut mesurer entre 6 et 14 pieds de longs (voir plus pour certaines planches de course océanique telles que la Moloakai2Oahu) et une largeur communément comprise entre 18 et 32 pouces.
Aujourd'hui, il est possible de rencontrer deux types de planches différentes : rigides ou gonflables.
Les planches rigides se rapprochent beaucoup des planches de surf. Construites de la même manière (à base de mousse couverte d'une couche de résine ou de fibres de carbone), ces planches permettent d'obtenir une meilleure glisse sur l'eau et restent donc privilégiées dans des conditions de surf ou de compétition de vitesse.
Les planches gonflables quant à elles évoluent chaque année vers de meilleures performances. Pour obtenir un maximum de rigidité, les constructeurs utilisent un matériau appelé le Drop stitch qui consiste à joindre deux couches de PVC avec des milliers de fils. Sous une pression comprise entre 15 et 21 psi (1 à 1,5 bars environ), les planches deviennent suffisamment rigides pour porter une personne sans se plier.

### Généralités
Comme pour le surf ou la planche à voile la forme et la taille de la planche sont adaptées à l'usage spécifique qui en est fait, ainsi qu’au gabarit de l’utilisateur.
La simple promenade demande des planches polyvalentes, dite allround, longues et plutôt larges, à la carène plate qui, très stables, conviennent bien aux débutants.
La pratique du surf oblige à réduire la longueur et l'épaisseur des planches pour les rendre plus évolutives et plus vives, cela d'autant que la taille des vagues ou le niveau du pratiquant est élevé.
En course ou en longue distance les planches sont longues et étroites à la façon de kayak de mer. Les carènes sont travaillées pour améliorer l'hydrodynamisme et les ponts sont parfois creusés pour améliorer la stabilité et la conduite (pont dugout).
Il existe des planches mixtes sur lesquelles un gréement de planche à voile peut être adapté. La pratique amateur a vu apparaître des planches gonflables à encombrement réduit.
La pagaie souvent en fibre de verre ou en aluminium évolue vers des modèles en fibre de carbone pour un usage expert.
À l'arrière les planches de SUP possèdent un ou plusieurs ailerons immergés permettant de stabiliser le cap, compenser la dérive et diminuer le roulis.

## Les planches de SUP par «famille»
Les planches de stand up paddle sont classées par famille. En effet, chaque planche va avoir une fonction précise que ce soit pour une balade ou pour de la race, la planche sera différente.
- Les planches de SUP polyvalentes
- Les planches de SUP de balade
- Les planches de SUP de surf
- Les planches de SUP de race
- SUP gonflable : le paddle gonflable est devenu le produit grand public de sport de glisse le plus répandu en France (plus que le ski ou la skate)

Plus récemment, se développe le paddle XXL ou big paddle, aux grandes dimensions, sur lequel peuvent se tenir dix personnes.

## Diverses disciplines
Il existe du paddle de vitesse, du paddle de vagues, paddle de rivière avec comme utilisation principale les balades sur l’eau, mais de nombreuses disciplines se sont répandues durant ces dernières années.
Bien qu’il n’y ait pas vraiment d’âge pour faire du paddle, il est conseillé de commencer à partir de 7 ans. La pratique est donc ouverte et accessible à tous.
Il existe plusieurs disciplines. Les plus connues sont : 
- La balade ou la randonnée est la discipline la plus accessible pour ceux qui débutent le stand up paddle. C'est la forme la plus répandue en France. On l'appelle All Round. Nombreuses sont les marques qui proposent ce type de planches.
- Le surf ou surfing consiste à prendre les vagues en s’aidant avec la pagaie.
- La course est la discipline la plus physique, elle fait travailler la vitesse et l’endurance.
- L’eau vive est une pratique moins courante, elle consiste à descendre les rivières, les fleuves.
- La pêche est aussi pratiquée en paddle.

Mais de nombreuses disciplines se sont répandues durant ces dernières années :
- La stabilité du la planche de SUP permet de réaliser des postures de yoga avec une difficulté supplémentaire tout en donnant à cette disciple un nouvel élan. Les personnes converties à cette nouvelle pratique de yoga témoignent être plus connectées à la nature.
- Le yoga aquatique est aussi propice à la méditation. Le fait d’être en contact avec l’eau, d’être bercé par la houle accordent des instants de grande sérénité.

### Équipement
Un leash de sécurité relié au mollet ou à la cheville et un gilet de sauvetage sont généralement nécessaires.
Certaines planches ne possédant pas un revêtement antidérapant d'origine nécessitent la mise en place de wax, notamment pour la pratique du surf.
Un matériel de pêche à la ligne adapté au SUP a été développé ou adapté.

### Les planches gonflables

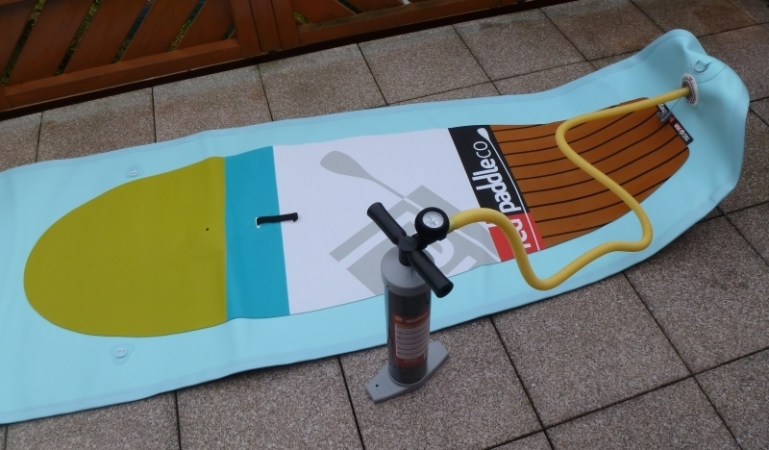
Stand up Paddle avant gonflage

Depuis 2010, des planches de SUP gonflables permettent de réduire grandement l'encombrement pendant le stockage et les déplacements. Dégonflée et pliée, la planche a le volume d'un sac à dos. Constituées de couches de PVC renforcées, ces planches robustes sont employées pour la promenade et la pratique en eau vive. À l'intérieur de la planche, une structure faite d'un maillage de fibres de polyester lui confère une bonne rigidité et lui permet de garder sa forme. Les arêtes plutôt arrondies obtenues par ce procédé de fabrication ne permettent pas de réaliser des planches parfaitement compétitives dans les domaines du surf ou de la course, même si depuis 2012 certaines planches gonflables de course donnent de bons résultats sur les parcours non ventés. Enfin, comme tout engin de plage gonflable, une crevaison enlève toute flottabilité à l'embarcation.
Avec la technologie à deux chambres, certaines marques de paddle gonflable ont redéfini les normes de sécurité de l'industrie des planches gonflables. Deux particularités font toute la différence : la chambre intérieure additionnelle garantit une flottabilité égale à 50% de la flottabilité totale de la planche, ce qui permet de garantir la sécurisation du paddler en cas de crevaison ou de fuite. La chambre supplémentaire intègre une construction avec des colonnes d'air ainsi que des cloisons latérales placées dans la « zone debout » ce qui a pour effet d'améliorer de 30% la rigidité de la planche. Cette technique peut permettre à certaines planches de dépasser les 300 m en répondant aux critères de la division 240 du règlement.

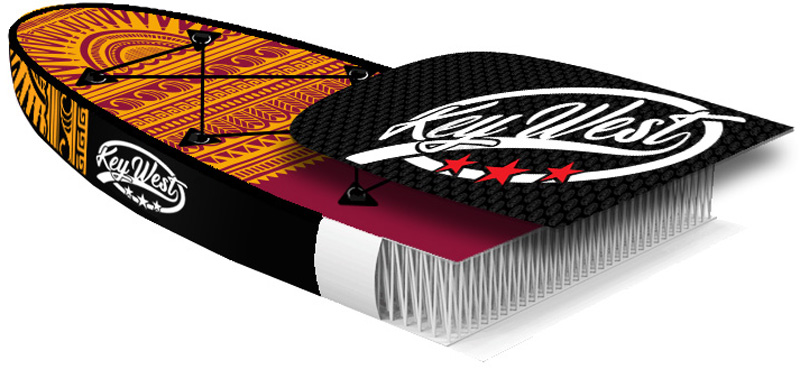
Plan de coupe paddle gonflable

Le paddle gonflable est construit en  composé de couches de PVC reliées entre elles par des fils de polyester. Ce maillage structure et rigidifie l'ensemble une fois sous pression et permet d'avoir un stand up paddle qui ne ressemble pas à un ballon.
Il existe différentes constructions de Dropstitch :
- Simple couche : Léger et moins cher
- Simple couche + stringer : L'ajout d'une bande de PVC sur le pont (en général) permet d'améliorer la rigidité de la planche
- Double couche (collées) : Plus lourd, l'ajout d'une seconde couche de PLV améliore grandement la rigidité, bien plus qu'un simple stringer. Le vieillissement de ce type de construction n'est pas idéal.
- Doubles couches fusionnées : La 2e couche de PVC est « fusionnée » (et donc sans colle) avec la première, toutes les deux tendues. Entre les deux couches, le fabricant insère une fibre unidirectionnelle perceptible sur la construction. Avec cette construction, la planche est allégée de 20% et bénéficie d'une rigidité accrue de 30%.

Une planche de paddle gonflable se gonfle à environ 15 PSI ou 1,03 bar pour une utilisation courante. Seules les planches de race méritent une pression supérieure.

En matière de performances, une planche de paddle gonflable est en général moins performante qu'une planche en dur, car moins rigide et a tendance à trainer plus d'eau. Une planche gonflable n'est ainsi pour le moment pas compétitive dans des courses mais les technologies évoluant, il est envisageable que cette situation change à l'avenir.

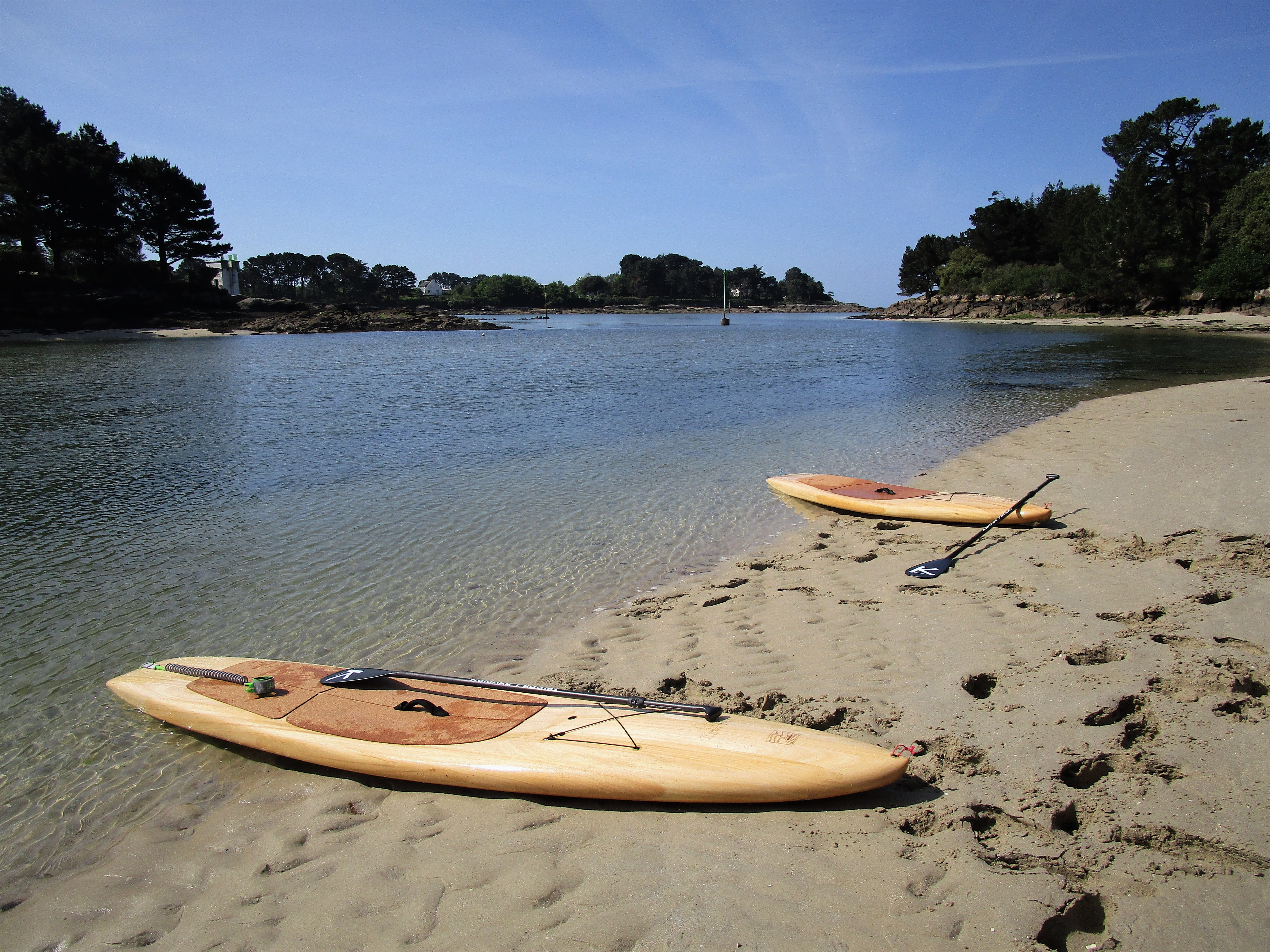
planche à rame de randonnée

## Compétitions
L'objectif de presque toutes les compétitions est de couvrir une certaine distance le plus rapidement possible. En tant que sport de compétition, on distingue les disciplines énumérées ci-dessous.
- Technical Race : Parcours près du rivage autour de plusieurs bouées. L'arrivée et le départ d'une Technical Race se font sur la plage.
- Longue distance : Parcours d'une distance généralement comprise entre 12 et 25km
- Sprint : courtes distances de 500 m maximum. Jusqu'à 6 participants commencent en même temps.
- Eau Vive : Courses dans des rapides. Plusieurs concurrents partent en même temps.
- Vague : évaluation des manœuvres dans les vagues dans une fenêtre de temps définie.

En août 2020, le Tribunal arbitral du sport (TAS) a déterminé que l'Association internationale de surf (ISA) et la Fédération internationale de canoë (FIC) pouvaient toutes deux organiser des compétitions officielles de standup paddleboard, bien que seule l'ISA soit reconnue comme l'organe directeur au niveau olympique. Cependant, la seule compétition ISA actuellement au programme des jeux olympiques de 2020 et 2024 est le shortboard.
Les championnats du monde de l'ISA ont été organisés pour la première fois au Pérou (2012, 2013), les éditions suivantes ayant eu lieu au Nicaragua (2014), au Mexique (2015), aux Fidji (2016), au Danemark (2017), en Chine (2018) et au Salvador (2019).

### Championnats du monde
La première édition des championnats du monde de Stand Up Paddle a été organisée en 2012 au Pérou par la Fédération internationale de Surf (ISA).
En 2013, les championnats se sont à nouveau déroulés au Pérou (Australie, champion du monde, alors que la France finissait sixième). En 2014, ils ont eu lieu au Nicaragua (champion du monde, à nouveau l'Australie, la France finissant 5e). En 2015, au Mexique, les États-Unis sont champions du monde et la France termine à la onzième place.
En 2016 et en 2017, l'équipe de France a terminé à la deuxième place du classement des nations des championnats du monde de Stand Up Paddle organisés par l'ISA. Un total de 42 nations participaient aux championnats du monde de l’ISA en 2017 contre 27 en 2016.
En 2018, le championnat du monde organisé par l’ISA, appelé World Stand Up Paddle Championships, a lieu du 23 novembre au 1er décembre à Hainan, en Chine. La France termine troisième après l'Australie, championne du monde et les États-Unis. La Fédération internationale du Canoë (ICT) a de son côté décidé d’organiser des championnats du monde de SUP au Portugal du 29 août au 2 septembre 2018. L’organisation de ces deux championnats en 2018 met en évidence les conflits de gouvernance à l’échelle mondiale entre la Fédération internationale de Surf et la Fédération internationale de Canoë. Finalement, le tribunal arbitral du sport du Portugal a donné raison à la Fédération portugaise de Surf qui demandait l'interdiction des championnats du monde de SUP qu'avait prévu d'organiser l'ICT.
En 2019, la France devient championne du monde pour la 1ère fois, en plus du classement des nations. L'édition se déroulait au Salvador.

### Championnats de France
En SUP Race, il existe deux catégories de planches pour les championnats de France labellisés par la fédération française de surf : 12'6 (3,81 m) et 14' (4,26 m).
Jusqu'en 2018, il existe des championnats séparés pour les 14' et les 12'6. En 2019, la Fédération décide de modifier les modalités d'organisation de la coupe de France et des championnats de France.

## Quelques compétiteurs

### Étrangers
- Kai Lenny
- Caio Vaz
- Mickael Booth
- Casper Steinfath
- Annie Starr Reickert
- Izzi Gomez
- Georgio Gomez
- Mo Freitas
- Jack Jensen
- Bernd Roediger

### Français
- Arthur Arutkin[28]
- Benoît Carpentier[29]
- Amandine Chazot[30]
- Antoine Delpero
- Martin Letourneur[31]
- Olivia Piana[32]
- Titouan Puyo, médaille de bronze aux championnats du monde en 2019[33]
- Eric Terrien[34]
- Martin Vitry, douzième aux championnats du monde en 2019[33],[35]

## Quelques spots
Le paddle peut se pratiquer sur une grande diversité de plans d'eau. Les pratiquants se répartissent sur les zones de pratiques en fonction de leurs affinités avec les différentes disciplines. Les pratiquants de SUP Surf choisissent les spots de surf bien que la cohabitation ne soit pas toujours facile. Les adeptes de la ballade ou du SUP Race se retrouvent aussi bien sur le littoral que sur des plans d'eau intérieur, à l'exemple des lacs alpins

## Technique de surf
Le stand up paddle (SUP) est une discipline du surf où le surfer est debout sur une planche plus longue et plus large qu'un longboard classique et se déplace à l'aide d'une pagaie. Lorsque le surfer a choisi sa vague, il se propulse à l'aide de sa pagaie pour acquérir une vitesse suffisante et au take off, il va se déplacer vers l'arrière de sa planche. Il se dirige grâce au poids de son corps et à sa pagaie, utilisée alors comme un point de pivot.

## Monitorat et encadrement
Les premiers pas en Stand Up paddle gagnent à être effectués avec un encadrement adapté. La législation française distingue deux cas, suivant que la pratique a lieu ou non sur un spot de vagues déferlantes. La première version de la circulaire du ministère des Sports, inapplicable, faisait la distinction entre vagues de plus ou moins de 50 cm de hauteur. Sur eau plate ou simplement clapoteuse n'importe quel moniteur titulaire d'un diplôme reconnu dans un sport aquatique (voile, planche à voile, kitesurf, ski nautique, kayak) est légitimement autorisé à encadrer, par contre, dans les vagues déferlantes, seuls les moniteurs de surf sont légitimes.